# 大邱慶北科学技術院

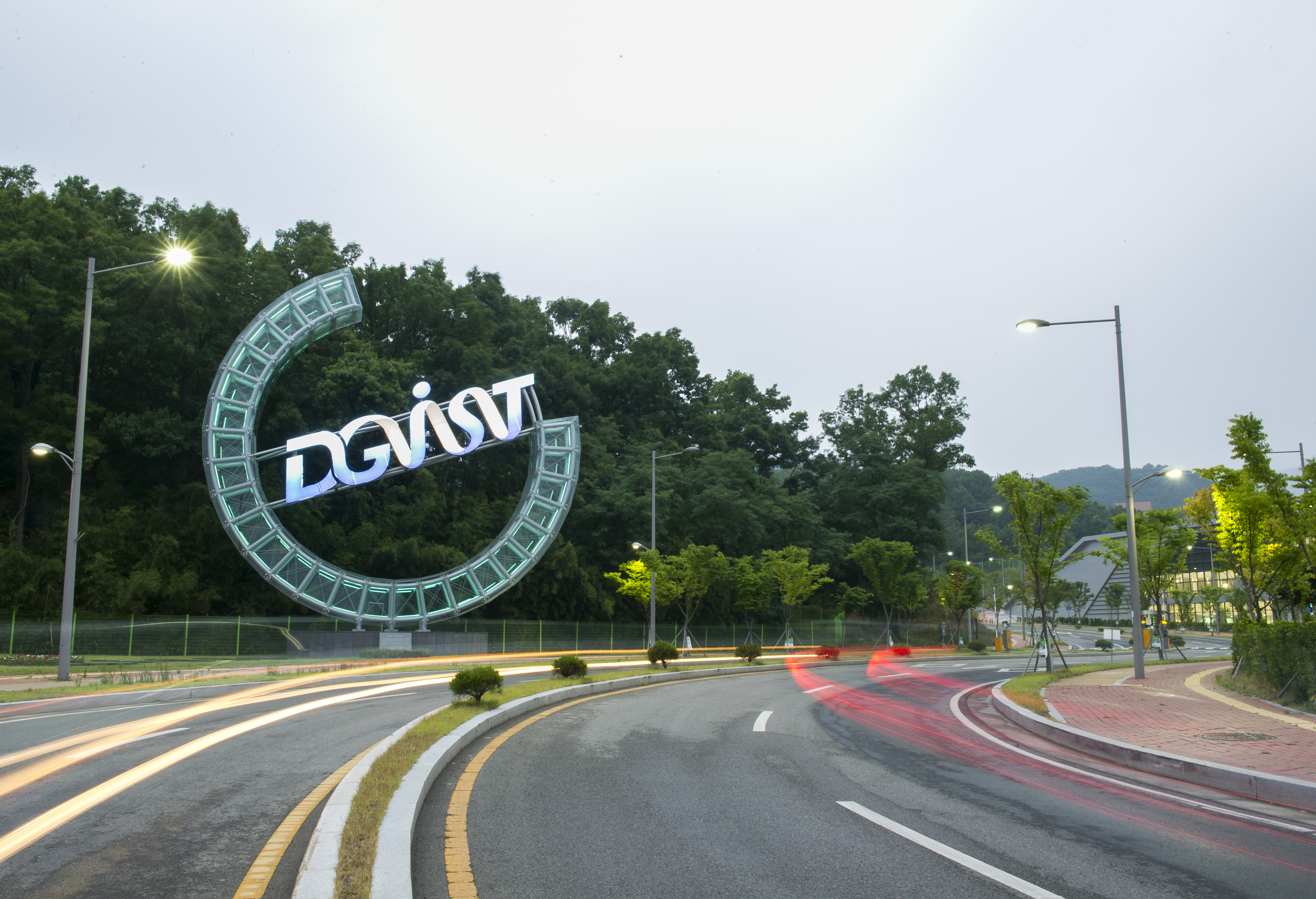
正門

大邱慶北科学技術院（テグキョンブクかがくぎじゅついん、朝鮮語: 대구경북과학기술원、英語: Daegu Gyeongbuk Institute of Science and Technology）は、大韓民国の大邱広域市達城郡に本部を置く国立大学。略称はDGIST（ディジスト）。

## 沿革
- 2004年：大邱慶北科学技術研究院が設立される。
- 2008年：大邱慶北科学技術研究院が大邱慶北科学技術院に転換される。
- 2011年：修士・博士課程が開設される。
- 2014年：学部課程が開設される。

## 組織

### 学部
- 融複合大学
  - 物理学トラック
  - 化学トラック
  - 生命科学トラック
  - 機械工学トラック
  - 材料工学トラック
  - 電子工学トラック
  - コンピューター工学トラック
  - 化学工学トラック

### 大学院
- 理学
  - 化学物理学科
  - 脳科学科
  - ニューバイオロジー学科
- 工学
  - エネルギー工学科
  - ロボット及び機械電子工学科
  - 電気電子コンピュータ工学科

## 付設機関
- 韓国脳研究院（KBRI）

## 日本の交流協定校
- 京都大学
- 東京大学
- 山梨大学
- 早稲田大学
- 九州大学
- 大阪大学